# Bingeni Szent Hildegárd

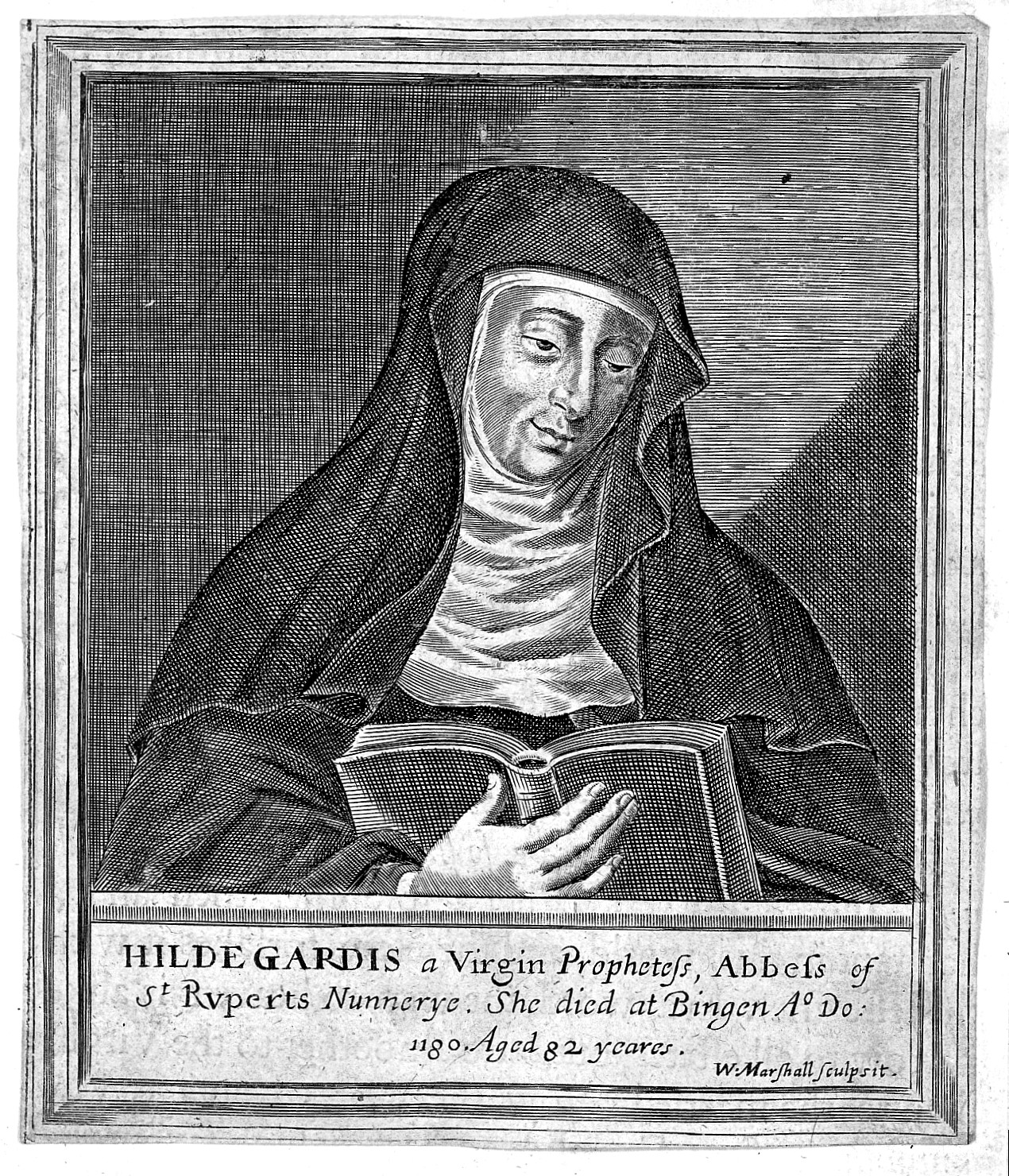

Bingeni Hildegárd (németül: Hildegard von Bingen; latinul: Hildegardis Bingensis) katolikus nevén Bingeni Szent Hildegárd (Bermersheim vor der Höhe, 1098. – Bingen am Rhein, Rupertsbergi kolostor, 1179. szeptember 17.) latinul író német misztikus, természettudós, bencés apátnő, polihisztor, az első női zeneszerző.
Még életében híressé vált látomásaival, bölcsességével, írásaival és zenei kompozícióival, tanácsát pedig Európa-szerte kikérték. 
Látnoki adottságai miatt "Germánia prófétanőjének" és "Rajnai Szibillának" is hívták. 2012-ben XVI. Benedek pápa egyháztanítóvá nyilvánította.
A rupertsbergi (ma Bingerbrück) apácamonostor tagja és feje volt. Szent élete és látomásai révén korának egyik legnevesebb alakja.
A katolikus egyházban a nyelvészek és az eszperantisták védőszentje, egyrészt azért, mert isteni sugallatra tanult meg latinul, másrészt mert kifejlesztett egy saját nyelvet (Lingua Ignota, az "ismeretlen nyelv") is.

## Élete
Nemesi család (Hildebert von Bermersheim) tizedik gyermekeként jött világra 1098-ban. Szülei felajánlották Istennek, és a korabeli szokásoknak megfelelően nevelését 8 éves korában a bencés apácákra bízták. Első kolostori otthona a Odernheim am Glanban található Disibodenberg-kolostor volt. 
1136 után a nővérek Hildegárdot – tiltakozása ellenére – apátnővé választották (nemcsak alázatból tiltakozott, hanem gyenge és beteges fizikuma miatt is; betegsége a járásban is akadályozta). 1147 és 1152 között kolostort építtetett a Bingen melletti Rupertsbergen. 1165-ben megszerezte az elnéptelenedett ebingeni ágostonos kettős kolostort és mindkét alapításnak apátnője lett. Kolostorát távoli vidékekről keresték fel rászorulók, betegek. Tudták, hogy a kolostornak gondosan ápolt gyógynövénykertje van, falai között pedig kenetekből, teákból és gyógycseppekből álló gyógyszertár rejtőzik.
Látomásai, misztikus tapasztalatai egészen gyermekkorától végigkísérték életét. Életműve középpontjában három mű áll: Liber Scivias (hittankönyv), a Liber vitae meritorum (erkölcstan) és a Liber divinorum operum (világ- és embertan).
Természettudományos műveiben azt kereste, hogy milyen gyógyító erő lakozik fűben, fában, kőben. A középkori iskola e természetrajzi könyvet az orvosképzésben használta. A receptek jórésze ősi germán népies hagyományokba gyökerezik.
Több száz levele maradt fenn, melyeket a hozzá tanácsért fordulóknak illetve olyanoknak írt, akiknek Isten általa üzent. Barbarossa Frigyes kiváltságlevelet állított ki 1163-ban kolostora számára, Hildegárdot azonban a császár cselekedete sem akadályozta meg abban, hogy világosan kifejezze rosszallását, amiért a császár megakadályozta az egyházszakadás felszámolását azáltal, hogy újabb ellenpápát állított. "Vigyázz – írta neki – nehogy a legfőbb Király szemed vaksága miatt elvessen téged!"
Kölnbe hívták, hogy szóljon a katharok ellen, miután ezt megtette, felszólalt az elvilágiasodott papok ellen is: "Istent nem ismertek, embertől nem féltek. Nem olyan prédikátorok vagytok, amilyennek Isten látni akar benneteket, (...) gőg, dicsőség, szórakozás, ezek jegyében telik életetek. Az Egyház pilléreinek kellene lennetek, és romokban hevertek a földön."
Halála előtt egy évvel interdictumot róttak ki az „engedetlen” apátnő kolostorára: elvitték a kolostorból az oltáriszentséget, a harangot nem húzhatták meg, elhallgatott a zsolozsma. Hosszas tárgyalások után sikerült föloldani az interdiktumot. 
81 évesen halt meg a rupertsbergi kolostorban.

## Művei
Főleg misztikus író volt. 

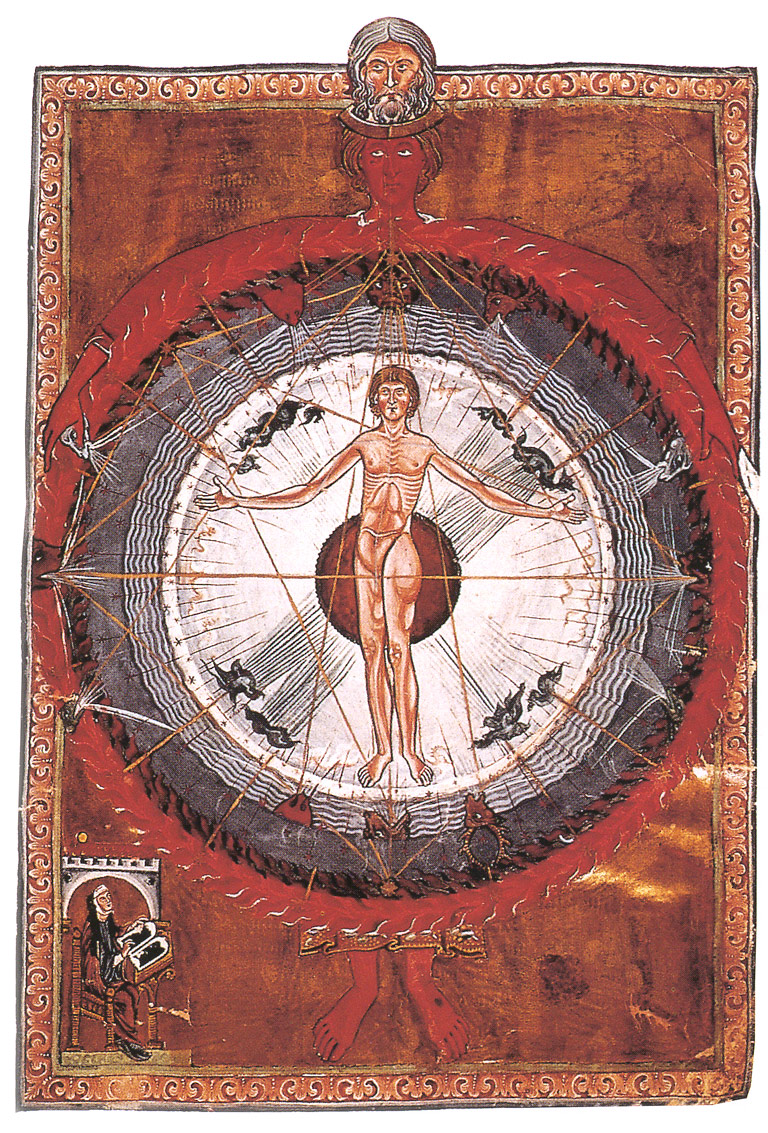
Hildegard von Bingen látomása, Isteni művek könyve (Liber Divinorum Operum)

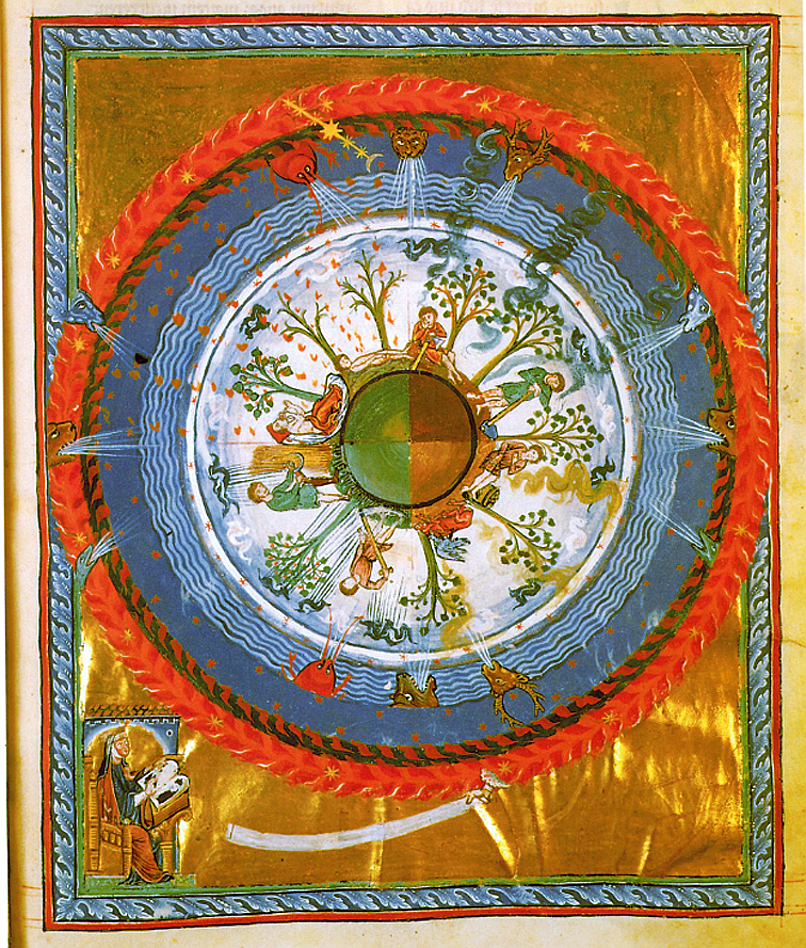
Hildegard von Bingen látomása, Isteni művek könyve (Liber Divinorum Operum) Az isteni művek könyve misztikus kozmológia. Hildegárd a Világmindenség középpontjába helyezi az embert, a mikrokozmoszt, aki a jó és a rossz tudójaként felelősséggel tartozik mindenért. Jó döntései megőrzik a makrokozmosz rendjét, rossz döntései a káoszt idézik elő

Leghíresebb műve a Liber Scivias (Tudd az utat, azaz a fény útjait), de Visionum ac Revelationum libri tres (Látomások és kinyilatkoztatások három könyve) címen is ismert, ebben vallásos látomásairól, vízióiról számol be. Ezt a látomásgyűjteményt III. Jenő pápa Clairvaux-i Szent Bernát tanácsára pápai jóváhagyással tüntette ki.
Jelentősek az önéletrajza, Szt. Benedek regulájához fűzött magyarázata és levelei. Orvosi- és természettudományi munkái a művelődéstörténelem szempontjából érdekesek. 
Subtilitatum Diversarum Naturarum Creaturarum lib. IX. című műve a növény-, állat- és ásványvilágról szól. 
Költészeti alkotásait, himnuszait, énekeit szabálytalan szekvenciákban, félig prózában írta. Kiterjedt levelezése is fönnmaradt, többek közt IV. Anasztáz és IV. Adorján pápával, III. Konrád és I. Frigyes császárral, Clairvaux-i Szent Bernáttal. 

### Zenéi
Kolostora gyülekezetének szervezésével szorosan összefüggésben keletkezett művei: 1 kyrie, 35 antifóna, 19 responzórium, 7 himnusz, 7 sequentia. 
Egyik leghíresebb műve az "Ordo virtutum" című egyházi színjáték, amit kb. 1151-ben komponálhatott, és témája az erények és a sátán harca egy lélekért. A nyolc női énekesre, és a Sátánt megszemélyesítő prózai szerepet játszó férfira írott darab az első fennmaradt oratóriumnak is tekinthető. Az egyszólamú művet kísérettel adták elő. Egyben ez az egyetlen középkori dráma, mely fennmaradt szövegével és zenéjével együtt.
Hildegárd elsősorban a gregorián ének elemeire támaszkodott, de egyéni módon írta meg műveit. Jellemző darabjaira, hogy gyakran két és fél oktávot bejár a hangterjedelme, illetve, hogy a gregoriánban szokásos szekund és terclépéstől eltérően gyakran használt – sokszor egymás után is – nagy ugrásokat(kvart, kvint).

### Írásai
Írásai többnyire teológiai illetve természettudományos munkák:
- "Visionum ac revelationum libri tres" ("Látomások és kinyilatkoztatások három könyve") vagy Liber Scivias (Tudd az utat, 1151 vagy 1152-ben befejezett díszes könyv, melyben Hildegard von Bingen 26 látomását írja le.)
- "Liber vitae meritorum"
- "Liber divinorum operum" (más néven De operatione Dei: "Isteni művek könyve")
- "Causae et curae" ("Okok és orvoslásaik")
- "Liber simplicis et compositae medicinae" ("Az egyszerű és a hagyományos gyógyászat könyvei")
- "Physica" (kilenc kötetből álló enciklopédia)
- "Expositiones evangeliorum"
- "Epistolae"

## Magyarul megjelent művei
- Szent Hildegard éneke a Szentlélekről In: Babits Mihály: Amor Sanctus – A középkor latin himnuszai, Magyar Szemle Társaság, Budapest, 1933, 138–142. o.
- Középkori szexbreviárium / Constantinus Africanus: Könyv a szeretkezésről / Salernói Ismeretlen: Kis könyv a szeretkezésről / Hildegardis von Bingen: A foganásról. Részletek az okok és gyógymódok című könyvből; vál., ford., előszó, jegyz. Magyar László András; T-Twins, Bp., 1994
- A megváltás tüzes műve; ford. Kemenczky Judit; Balassi–BAE Tartóshullám, Bp., 1995 (Tartóshullám)
- Hildegardis Bingensis: Szekvencia Szűz Máriáról; Szekvencia Szent Orsolyáról, in: Kalligram, 1997/6, 9–12. Ford.: Polgár Anikó
- Szent Hildegárd: Szekvencia Szent Maximinusról, in: Kaligram, 2000/11, 105–106. Ford.: Polgár Anikó
- Hildegard Bingensis: Responsoriumok, ford.: Polgár Anikó, Tudományos és kulturális folyóirat, 15. szám, 2001 július; Kiadó: Palimpszeszt Kulturális Alapítvány. Online
- Hildegardis Bingensis: A drágakövek; Ó, szent orvoslás; Szekvencia Szent Rupertusról, in: Kalligram, 2001/9–10, 91–109. Ford.: Polgár Anikó
- Égi harmóniák. 73 liturgikus ének / Az isteni erők játéka; ford., utószó, jegyz. Kulcsár F. Imre; Paulus Hungarus–Kairosz, Bp., 2003 ISBN 963-9484-36-9, 166 p.
- Okok és gyógymódok; ford., előszó, jegyz. Magyar László András; Kairosz Kiadó, Bp., 2004 (Orvostörténeti ritkaságok) ISBN 9789639568303
- A természet patikája. Táplálkozás – receptek, gyógynövények – betegségek, drágakövek – fémek, méregtelenítés – salaktalanítás; ford. Fegyveresi Anikó; Budapest-Print, Bp., 2004

## Emlékezete
Halála után a nép azonnal egyedülálló tisztelettel vette körül: zarándoklatokat szerveztek sírjához, ahol csodás gyógyulások történtek. A 13. századtól a hagiográfiában szentként tartják számon. IX. Gergely pápa kezdeményezte boldoggá avatását, mely nem zárult le, így tisztelete csak a kolostorokra korlátozódott. Prosper Guéranger kezdeményezésére a bencés rend 1916-tól ünnepét szeptember 17-én üli. 
2012. május 10. -én XVI. Benedek pápa tiszteletét kiterjesztette az egész egyházra, szentté avatta; majd 2012. október 7-én egyházdoktorrá avatta.

### Magyar nyelvű szakirodalom
- Gottfried Hertzka: Így gyógyít Isten. Szent Hildegárd gyógymódja; ford. Szenthelyi-Molnár István; Makrovilág, Bp., 1989
- Szász Ilma: Az élő fény árnyéka. Világvallások, ezotéria, filozófia, pszichológia és bingeni Hildegard túlvilágképe; Kőröspatak, Bp., 1997
- Somfai Anna: A vízió hatalma és a hatalom víziója. In: A középkor szeretete. Történeti tanulmányok Sz.Jónás Ilona tiszteletére. Szerk.: Klaniczay Gábor és Nagy Balázs. Budapest, 1999. Eötvös Kiadó
- Reinhard Schiller: Szent Hildegard gyógyításai. Receptek az egészséges élethez. Gyógyítás harmóniában a természettel. Az életerő megőrzése. Tanácsok az öngyógyításhoz; ford. Horváth Zsuzsa; Magyar Könyvklub, Bp., 2000
- Adelgundis Führkötter: Bingeni Hildegárd élete. Ahogyan Gottfried és Theoderich szerzetes a XII. században lejegyezte; ford. Kovács Krisztina, képvál., függelék összeáll. Szász Ilma; Ursus Libris, Bp., 2004 ISBN 9638663413
- Diós István (Szerk.): Szentek élete. Bp, Szent István Társulat. 2009. ISBN 978-963-277-107-6
- Anne Lise Marstrand-Jørgensen: Hildegard I-II. Typotex Kiadó, 2015-2016. Ford.: Soós Anita. ISBN 978-963-2798-43-1 [regényes életrajzi feldolgozás]

### Weboldal
- Szent Hildegárd: Physica (részlet)
- Hildegárd von Bingen: A megváltás tüzes műve – online részletek
- Diós István(Szerk.): Szentek élete. online Archiválva 2011. szeptember 8-i dátummal a Wayback Machine-ben
- Miért avat egyházdoktorokat az egyház
- A MúltCore ismeretterjesztő cikke Hildegard von Bingenről